# Ardisia vidalii
Ardisia vidalii är en viveväxtart som beskrevs av C. M. Hu. Ardisia vidalii ingår i släktet Ardisia och familjen viveväxter. Utöver nominatformen finns också underarten A. v. orbicularis.